# Istoria Irlandei
În Antichitate Irlanda era locuită de triburi celtice. În secolul 5 se creștinează; în secolele 8-9 luptă cu vikingii și îi resping. În secolul 10 au regat; în secolul 12 sunt cuceriți de englezi (1171, sub Henric al II-lea al Angliei). În secolul 16 încercarea englezilor de a introduce forțat protestantismul radicalizează mișcarea de rezistență care se va sprijini pe catolicism. Oliver Cromwell reprimă sângeros o răscoală din 1641; urmează două războaie antiengleze (1688, 1798) care eșuează și Irlanda este unită cu Anglia (1801) în Regatul Unit al Marii Britanii și Irlandei. În a doua jumătate a secolului 19 irlandezii emigrează în masă datorită foametei cât și a stăpânirii străine. Mișcarea națională antibritanică se intensifică. În 1916 irlandezii proclamă independența Irlandei, dar sunt înfrânți de armata engleză. Adunarea Constituantă de la Dublin proclamă în 1914 independența Irlandei. În 1921, printr-un acord anglo-irlandez, Irlanda devine dominion (cu excepția Irlandei de Nord, Ulsterul); crearea statului Irlanda. În 1922 începe un adevărat război civil care opune pe cei care refuză împărțirea insulei celor de la guvernare. În 1937 Irlanda se declară independentă și suverană sub numele de Éire. Este adoptată o nouă Constituție. În al Doilea Război Mondial își declară neutralitatea. În 1948 se proclamă Republica Irlanda și iese din Comunitatea Națiunilor. În 1955 devine membră ONU; în 1973 al CEE. În 1985 între Londra și Dublin se semnează un acord cu privire la Ulster. În 1933 încep discuțiile între britanici și irlandezi în privința reunificării insulei în anumite condiții. În 1997 Sinn Fein, latura politică a Armatei Republicane Irlandeze (IRA), este acceptat pentru prima dată la masa tratativelor în problema Ulsterului.
În Antichitate, romanii numeau această insulă Hibernia.